# Beau Sancy
Pour les articles homonymes, voir Sancy.
Ne doit pas être confondu avec Sancy (diamant).
Le Beau Sancy ou Petit Sancy est un diamant blanc d'un poids de 34,98 carats, qui fut la propriété de la reine Marie de Médicis, épouse d'Henri IV.

## Origine de la pierre
Si la saga officielle du Beau Sancy est connue, l'origine de ce diamant reste assez mystérieuse. Seule son origine indienne est indiscutable, car avant la découverte de gisements au Brésil en 1725, les mines de Golconde, en Inde, sont les seules mines de diamants connues, dont sont issues d'autres pierres de légende tels que le diamant Hope, le Koh-i Nor ou le Régent.
Son seul propriétaire connu avant Marie de Médicis est Nicolas de Harlay sieur de Sancy, un gentilhomme français, aventurier, homme d'affaires et diplomate, qui fut autant voyageur que financier. Ce personnage est l'un des rares membres de la cour des derniers Valois à exercer des fonctions officielles à la cour d'Henri IV, dont il devient surintendant des finances, de 1594 à 1598. L'origine de sa fortune est familiale. Les Sancy sont riches, et même très riches. Outre le Beau Sancy auquel il laisse son nom, Nicolas de Harlay posséda également le Sancy ou Grand Sancy, un diamant encore plus gros, pesant 55,23 carats, qu'il vendit au début du XVIIe siècle, au roi d'Angleterre Jacques Ier.
L'origine du Beau Sancy n'a pas été formellement établie :
- Une des traditions, voudrait que Nicolas de Harlay l'ait acquis lors de son ambassade à Constantinople. Un rapide examen de la biographie du personnage suffit à battre en brèche cette théorie fumeuse. Ce n'est pas lui mais son fils Achille de Harlay, qui fut ambassadeur auprès de la Sublime Porte entre 1610 et 1619, soit bien des années après la cession du joyau à la reine de France. Une origine turque n'est cependant pas à exclure. Constantinople, principale porte d'acheminement vers l'Europe, des marchandises venues d'Inde et d'Orient, était un lieu de négoce du diamant au XVIIe siècle. L'autre place étant la ville de Venise, qui elle aussi commerçait avec l'Orient. Si Nicolas de Sancy s'était assuré la possession de ce diamant par un achat dans une de ces deux villes, il lui aurait été possible de le dire. Ce qui surprend c'est le mutisme de son premier propriétaire connu quant à sa provenance. Cette discrétion en ce qui concerne le Beau Sancy pourrait s'expliquer par une origine sujette à conflits.
- Certains auteurs ont émis l'hypothèse que le Beau Sancy ait pu appartenir autrefois au dernier duc de Bourgogne de la branche des Valois : Charles le Téméraire[2]. L'un des postes diplomatiques occupés par Nicolas de Harlay, à la fin du XVIe siècle sous le règne de Henri III, est une ambassade en Suisse qui dura deux ans. Si les montagnes helvétiques ne sont pas connues pour être des lieux d'extraction de diamants, entre la fin du XVe siècle et le début du XVIIe siècle, nombre de trésor légendaires y furent négociés, dont le trésor de Bourgogne, pillé par les troupes suisses dans le camp de Charles le Téméraire, lors de sa défaite contre les états confédérés, à la Bataille de Grandson le 2 mars 1476. Certaines pièces issues des dépouilles ducales sont encore exposées dans des musées suisses[3], bien d'autres furent négociées pendant des décennies par banquiers et marchands.

Le duc Charles était un prince fastueux et son camp rassemblait les plus grands joyaux alors connus. Les chroniqueurs de l'époque sont impressionnés devant la richesse du butin amassé par les Suisses. Les tentes sont brodées de fils d'or et d'argent, il y a des tentures flamandes d'une grande préciosité, des centaines de kilos d'orfèvrerie d'or et d'argent. Le journaliste Vincent Meylan rapporte dans un article paru en mai 2012 que, selon le chroniqueur et historien Philippe de Commynes, Charles le Téméraire aurait perdu lors du sac de son camp ses trois plus beaux diamants : 
- le Florentin, un diamant jaune de 137,27 carats, qui allait appartenir ensuite aux Médicis, puis aux Habsbourg avant de disparaître au début du XXe siècle ;
- Le Grand Sancy acquis plus tard d'Antoine de Portugal par Nicolas de Harlay vers 1600, aujourd'hui conservé dans les collections du Musée du Louvre ;
- La Rose blanche, une pierre dont on ignore à peu près tout. Son nom qui pourrait faire référence à sa taille - la taille en rose, l'une de celles les plus appréciées pour les diamants de cette époque - laisse supposer que cette pierre était bien un diamant.

Nicolas de Harlay de Sancy a-t-il acquis la Rose blanche lors de son ambassade en Suisse ? Plus petit que les deux diamants précités, la Rose blanche de Charles le Téméraire pourrait bien être restée en Suisse et avoir été vendue discrètement au diplomate. Cette origine illustre du Beau Sancy n'est bien sûr qu'une hypothèse de plus. 
Philippe de Commines dans ses mémoires ne cite formellement qu'un seul diamant en particulier, puis une série de rubis balais et une quantité de pierres en général : « son gros diamant (qui était un des plus gros de la Chriéstienté) où pendait une grosse perle, fut levé par un Suisse, et puis remis dans son étui, puis rejeté sous un chariot, puis le revint quérir et l'offrit à un prêtre pour un florin… » On a tour à tour reconnu dans ce gros diamant le Grand Sancy ou le Florentin, et le moins que l'on puisse dire c'est que ce récit a inspiré bien des exégètes. À quelle époque naît cette légende de la Rose blanche dont Philippe de Commines ne dit mot, et quelle part de vérité peut on accorder à cette théorie ? La question reste ouverte.

## Histoire
Formellement identifiée en Europe au début du XVIIe siècle, cette pierre magnifique acquit un véritable pedigree royal, après avoir appartenu à une reine de France puis aux familles régnantes des Pays-Bas, d'Angleterre, puis de Prusse.

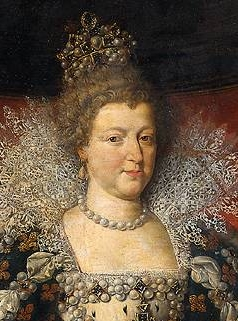
Frans Pourbus le jeune (1569-1622). Portrait de Marie de Médicis lors de son couronnement en 1610 (Le Beau Sancy est le gros diamant serti au sommet de sa couronne)

Le Beau Sancy est acquis par Henri IV pour son épouse Marie de Médicis en 1604 pour la somme de 25 000 écus . Lors de son couronnement solennel à Saint Denis le 13 mai 1610, la reine le fait sertir au sommet de sa couronne, comme on peut le voir dans le portrait peint par Frans Pourbus à cette occasion.
Le lendemain, 14 mai 1610, à la suite de l'assassinat du roi Henri IV par François Ravaillac, Marie de Médicis est proclamée régente de son fils Louis XIII encore mineur. Elle mène, pendant près de vingt ans, une politique hasardeuse, qui la conduit à une très vive opposition avec le roi son fils. Au lendemain de la Journée des Dupes, le 10 novembre 1630, elle est bannie du royaume et prend les chemins de l'exil. Privée de toute pension en provenance de France, elle vit d'emprunts contractés auprès de banques aux Pays-Bas et en Allemagne, qu'elle garantit grâce à une importante cassette de bijoux avec laquelle elle est partie, au nombre desquels figure le Beau Sancy. Criblée de dettes, elle ne peut pas les rembourser. Elle perd la propriété de ce diamant, qui est acheté vers 1640 par le prince Frédéric-Henri d'Orange-Nassau, Stathouder des Provinces-Unies.
Soucieux d'assoir sa famille comme une véritable dynastie à la tête des Provinces-Unies, Frédéric-Henri d'Orange-Nassau se sert de la pierre pour sceller le mariage de son fils Guillaume avec Mary Stuart, Princesse Royale, fille aînée du roi Charles Ier d'Angleterre et de Henriette Marie de France. Il offre donc le Beau Sancy à sa nouvelle belle-fille, qui n'est autre que la propre petite-fille de Marie de Médicis. Le diamant sera payé à un négociant italien, G.B. Beni, pour la somme de 80 000 florins, en 1642. À l'époque le joaillier de la cour, Thomas Cletscher, l'évalue à 150 000 florins.
On sait peu de choses sur la "very royal and very proud" princesse Mary avant 1650, date à laquelle, une semaine après la mort de son époux, elle donne naissance à un fils, le futur roi d'Angleterre Guillaume III. En 1659 elle met en gage le Beau Sancy pour financer la Restauration de son frère Charles II Stuart sur le trône d'Angleterre, et se rend à Londres pour assister à son couronnement en 1660, où elle meurt un an plus tard de la peste.
Amalia de Solms, veuve de Frédéric-Henri d'Orange-Nassau, fut en tant que grand-mère, nommée tutrice de son petit-fils Guillaume d'Orange-Nassau. Elle eut la tâche de racheter le Beau Sancy et de récupérer d'autres bijoux, que la princesse Marie avait pris en Angleterre et qui d'autre part étaient également revendiqués par la famille Stuart. Tous ces problèmes furent résolus en 1677 par le mariage de Guillaume III d'Orange-Nassau avec sa cousine Marie Stuart, qui reçut le Beau Sancy en cadeau (fille de Jacques duc d'York).
L'union de Guillaume et Marie ne produisit pas d'enfant, et le diamant passa par héritage, vers 1700, à la suite d'un long différend entre héritiers, à un autre petit-fils de Frédéric-Henri d'Orange-Nassau, le prince Frédéric III, de Hohenzollern, fils de Louise-Henriette d'Orange-Nassau. Ce dernier qui devient en 1701 le premier roi de Prusse sous le nom de Frédéric Ier, accepta de renoncer à l'ensemble de sa part sur cassette de la Maison d'Orange-Nassau contre le seul Beau Sancy. Évaluée à 300 000 Reichstalers, le Beau Sancy devient la pierre la plus importante du trésor de Prusse et l'ornement principal de la nouvelle couronne.
Transmis de génération en génération au sein de la famille de Prusse (le diamant est caché durant la Seconde Guerre mondiale derrière un mur de briques dans une crypte à Bückeburg, en Basse-Saxe), Le Beau Sancy demeura plus de deux-cents ans dans le trésor de la Maison de Prusse, puis fut mis aux enchères par son propriétaire, le prince Georges Frédéric de Prusse, le 15 mai 2012 à Genève, où il fut adjugé à un acheteur anonyme pour la somme de 9,04 millions de francs suisses.

## Caractéristiques

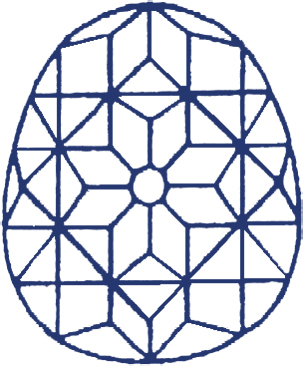
Détail des 55 facettes, telles qu'elles s'articulent sur chacune des deux faces du Beau Sancy

Selon le certificat no 1142121953 établi par le GIA (Gemological Institute of America) en 2012 le Beau Sancy présente les caractéristiques suivantes :
- Poids : 34,98 carats
- Pureté : SI1. Il est en outre un diamant de type IIa et appartient à cette catégorie de diamants très rares (0,8 % des diamants connus), d'une grande pureté chimique, constitués de 100 % d'atomes de carbone, sans trace d'azote. Cette caractéristique confère aux diamants de type IIa une exceptionnelle transparence.
- Couleur : K, légèrement brun
- Taille : Le Beau Sancy est un diamant poire (de forme légèrement ovoïde) taillé en double rose. C'est-à-dire taillé sur ses deux faces d'une multitude de facettes triangulaires (55 sur chaque face soit 110 au total), dont les plus petites sont centrées autour d'une étoile à huit pointes, qui donne à ce diamant son caractère unique. Cette taille en "rose" fut effectuée à la fin du XVIe siècle et elle était à l'époque d'une grande nouveauté. Grâce à la multiplication des facettes sur toute la surface de la pierre, la lumière qui pénètre dans le cristal est réfléchie, dispersée et réfractée, de sorte qu'elle jaillit du diamant avec les couleurs d'un arc-en-ciel. Peu de pierres de cette époque recevaient une taille aussi soignée et cette grande nouveauté technique faisait indubitablement du Beau Sancy une pierre d'exception capable d'attiser la convoitise de Marie de Médicis.